# Bahía de Cardiff

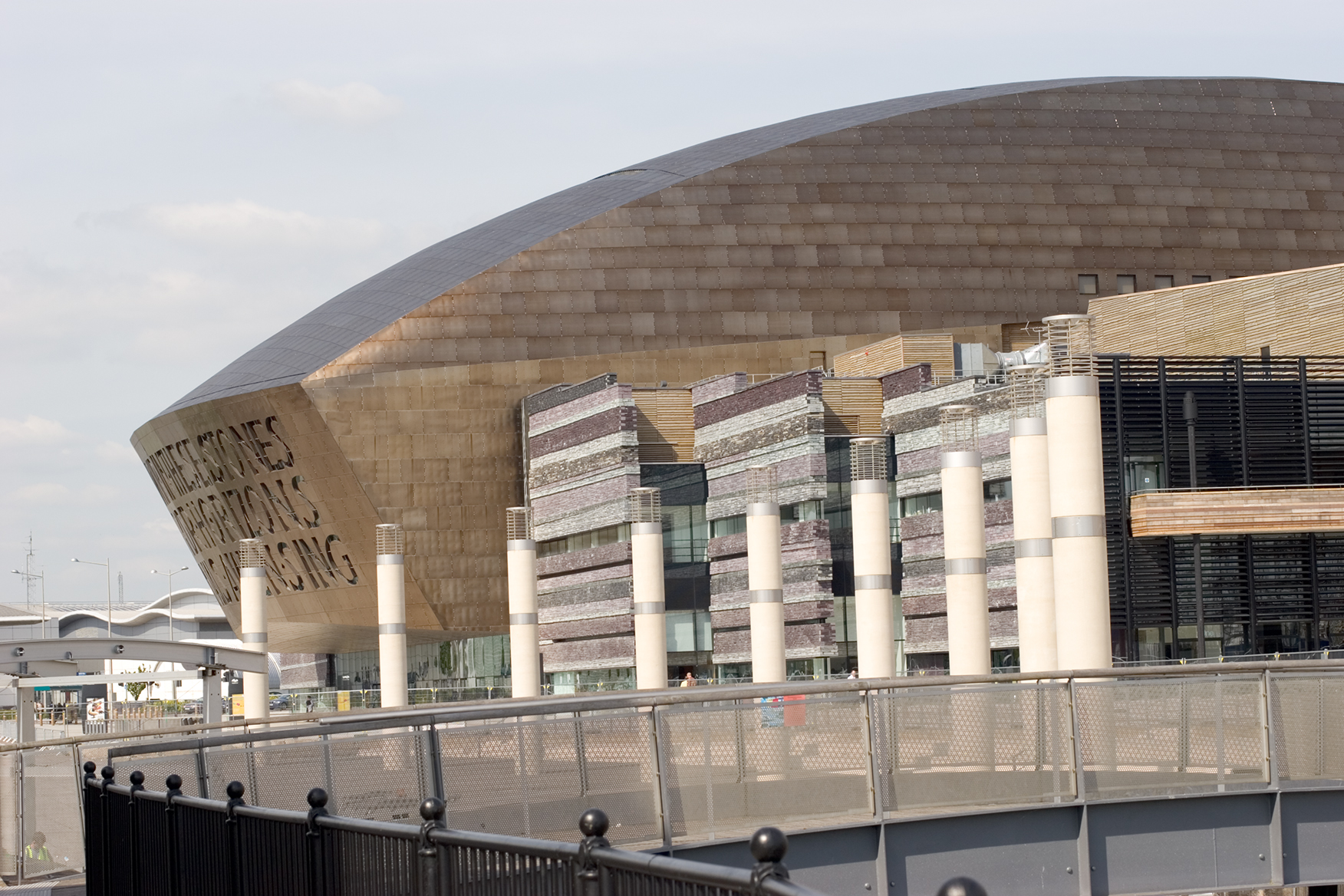
"Teatro de la Bahía de Cardiff"

En el sur de Gales se encuentra Cardiff, ciudad en la que se regeneró la antigua zona portuaria situada al sur del centro de la ciudad, donde se encontraba la presa de Cardiff que recogía el agua de los ríos Taff y Ely, para crear un nuevo lago de agua dulce. A esta zona se la conoce como la Bahía de Cardiff.

## Historia
La Cardiff Bay Development Corporation (Organización para el Desarrollo de la Bahía de Cardiff) se creó en 1987 para estimular la reconstrucción de la vieja zona. Desde principios del siglo XX, cuando la ciudad era el puerto de carbón más grande del mundo, la zona portuaria estuvo en declive. Durante los 80, era una masa de arena junto a edificios abandonados, además, se convertía en un vergonzoso obstáculo para la ciudad al intentar convertirse en una capital internacional.
La Development Corporation pretendía atraer capital privado invirtiendo fondos públicos en mejorar la zona. A pesar de la oposición por parte de los ecologistas y de las organizaciones a favor de la conservación de los espacios naturales, las montañas de fango y las bocas de los ríos se inundaron, con la pérdida del hábitat para las aves zancudas que esto supuso.

## Éxitos y fracasos

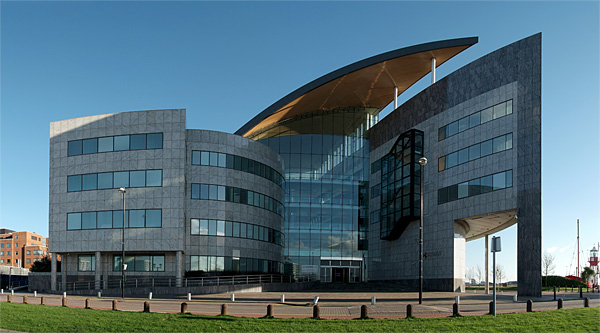
Oficina Matriz Atradius UK & Ireland (Cardiff, Wales)

Cuando la Development Corporation desapareció, había conseguido muchos de sus objetivos. La zona estaba irreconocible, diez años atrás era otra totalmente distinta. Muchas zonas privadas se abrieron al público. El capital privado llegó de diversas fuentes:
- La compañía de seguros de crédito Atradius.
- El hotelero Rocco Forte.
- Diversas constructoras.
- Varias minorías.

Se crearon nuevas viviendas y empleos, la Asamblea Nacional de Gales se centró en la Bahía, la presa se convirtió en un espacio de calidad mundial. Además, aumentó el desarrollo del centro de la ciudad. Se construyeron nuevos apartamentos y centros como el Centro del Milenio de Gales entre otros.
Desafortunadamente, algunas de las mejoras residenciales en el área de la Bahía de Cardiff no tienen gran calidad. En algunos casos, parece que los responsables estaban más interesados en ganar dinero rápido que en considerar la estética del área urbana a largo plazo y las comunidades que allí se formarían.
Con la excepción de algunos edificios históricos: el edificio Pierhead, la iglesia noruega y un almacén o dos, la mayor parte de las zonas históricas del muelle han sido, o serán, reformados para que estén en la línea del resto de mejoras, incluidas las casas, las tiendas, las oficinas, los restaurantes, el cine y otras zonas para el ocio, y -la más famosa aportación a la zona- 52 millones de libras para la Asamblea Nacional de Gales, cedidos por Richard Rogers.